# Pie Coenen
Petrus Hubertus (Pie) Coenen (Maastricht, 18 augustus 1894 - 16 oktober 1952) was een Nederlands kunstschilder en tekenleraar. 

## Levensloop
Petrus Hubertus -Pie- werd geboren op 18 augustus 1894 als oudste zoon van Franciscus Coenen en Eveline Shepherd. Zijn vader was werkzaam als typograaf bij de drukkerij Leiter Nypels. Pie Coenen studeerde aan het Stadsteekeninstituut Maastricht waar hij les kreeg van de Maastrichtse kunstenaar Rob Graafland en ook op diens Zondagsschilderschool. Van 1923 tot 1925 was hij docent aan het Stadsteekeninstituut. Na de oprichting van de Middelbare Kunstnijverheidsschool in 1926  volgt Pie Coenen nog enkele jaren de zaterdagmiddagcursus van Henri Jonas. Deze cursus stond open voor kunstenaars die hun opleiding reeds hadden voltooid. In 1927 trouwde Coenen met Cornelia Pieters (*31-7-1899 +24-8-1977). Uit dit huwelijk werden zeven kinderen geboren. Om in het levensonderhoud te kunnen voorzien werkte hij in dienst van de gemeente Maastricht aan de restauratie van de plafondschilderingen in het stadhuis. Daarnaast werkte hij vanaf 1925 als illustrator bij Rob Graafland. Van 1927 tot 1937 was hij lid van de Limburgse Kunstkring. Pie Coenen schilderde vooral landschappen, dorpsgezichten en stillevens. Hij gebruikte hiervoor afwisselend olieverf en aquarel. De aquareltechniek gebruikte hij vooral graag bij het realiseren van landschappen.

## Exposities
Zijn werk werd regelmatig tentoongesteld. Heel bekend is de groepsexpositie in 1929 waarin Pie Coenen samen met Jan en Mathieu Hul, Paul Kromjong, Hub Levigne, Jef Scheffers en Henri Schoonbrood  in het Stedelijk Museum aan het Vrijthof in Maastricht werk exposeerde onder de titel 7 Limburgsche Jongeren.
In 1939 nam Pie Coenen deel aan de expositie 'Onze kunst van heden' in het Rijksmuseum Amsterdam.Van 18 januari tot 16 maart 1997 werd in het Spaans Gouvernement in Maastricht werk van Coenen vertoond tijdens de expositie ' Jos Postmes en het kunstonderwijs in Maastricht (1921-1934)'.
Op 26 oktober 1952 overleed Pie Coenen op 58-jarige leeftijd in Maastricht. Hij ligt samen begraven met zijn vrouw en zoon Jefke begraven op de begraafplaats aan de Tongerseweg in Maastricht.